# Pohlsberg
Koordinaten: 51° 48′ 11,2″ N, 11° 48′ 37,1″ O
Der Pohlsberg ist ein während mehrerer Phasen genutzter Grabhügel des Neolithikums und der Bronzezeit in Latdorf, einem Ortsteil von Nienburg (Saale) im Salzlandkreis, Sachsen-Anhalt. Das älteste Grab des Hügels stammt aus der Baalberger Kultur (3900–3400 v. Chr.). Weitere Bestattungen wurden später von der Walternienburger Kultur (3350–3100 v. Chr.), der Kugelamphorenkultur (3100–2650 v. Chr.), der Schnurkeramik (2800–2050 v. Chr.) und der spätbronzezeitlichen Saalemündungsgruppe (1300–750 v. Chr.) angelegt. 1904 fand am Pohlsberg eine Grabung unter der Leitung von Paul Höfer statt. Die Fundstücke befinden sich heute im Schlossmuseum Bernburg.

## Lage

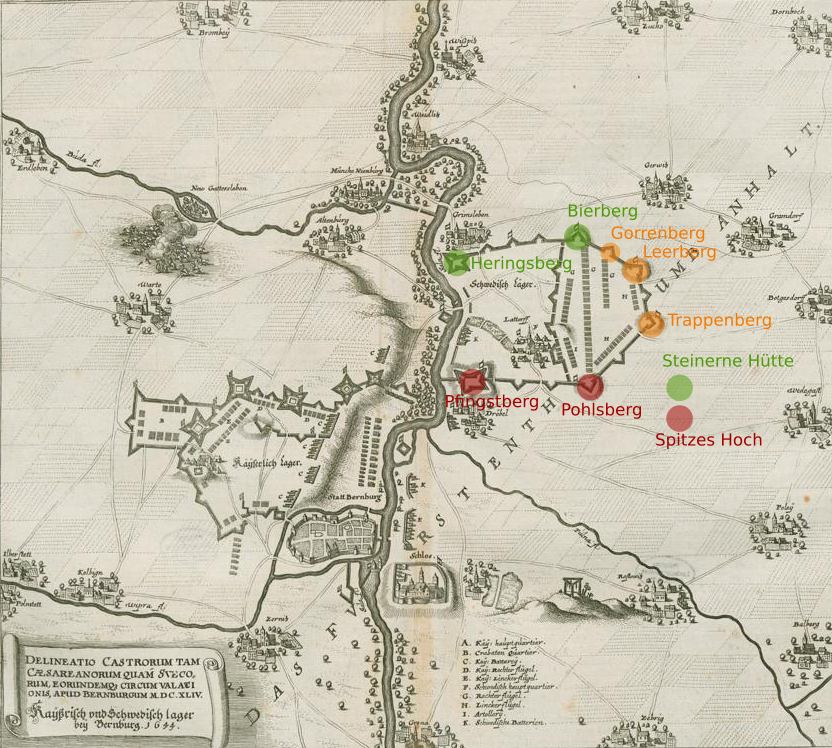
Prähistorische Grabmonumente bei Bernburg, die 1644 in die Befestigung eines schwedischen Heerlagers integriert wurden. Grün: Großsteingräber, rot: Grabhügel, orange: heute zerstörte Anlagen (vermutlich Grabhügel)

Der Pohlsberg liegt südöstlich von Latdorf. In der Umgebung befinden sich noch einige weitere erhaltene Grabhügel, so etwa 1,5 km östlich der Pfingstberg und 1,5 km westlich das Spitze Hoch, 2,6 km südöstlich bei Weddegast der Fuchsberg, 4 km südlich bei Baalberge der Schneiderberg und 8,3 km südwestlich bei Gröna der Grabhügel Stockhof. Wohl erst im 20. Jahrhundert wurden die vermutlichen Grabhügel Gorrenberg, Leerberg und Trappenberg zwischen Gerbitz und Latdorf zerstört. Weiterhin gibt es in der näheren Umgebung noch drei Großsteingräber: 1,5 km östlich des Pohlsbergs die Steinerne Hütte sowie 3 km nördlich der Heringsberg bei Grimschleben und der Bierberg bei Gerbitz. Besondere Bedeutung kommt hierbei dem Schneiderberg zu, da dieser eine sehr ähnlich kulturelle Nutzungsabfolge aufweist wie der Pohlsberg.
Aus Karten des 17. Jahrhunderts geht hervor, dass der schwedische Feldherr Lennart Torstensson 1644 während des Dreißigjährigen Krieges bei Bernburg ein Heerlager errichtete, welches Latdorf umschloss und den Heringsberg, den Bierberg, (eventuell) den Gorrenberg, den Leerberg, den Trappenberg, den Pohlsberg und den Pfingstberg als Aussichtspunkte für die Bastionen der Befestigung nutzte.
Nur 28 m nördlich des Pohlsberges wurde eine bronzezeitliche Steinkiste entdeckt.

## Forschungsgeschichte

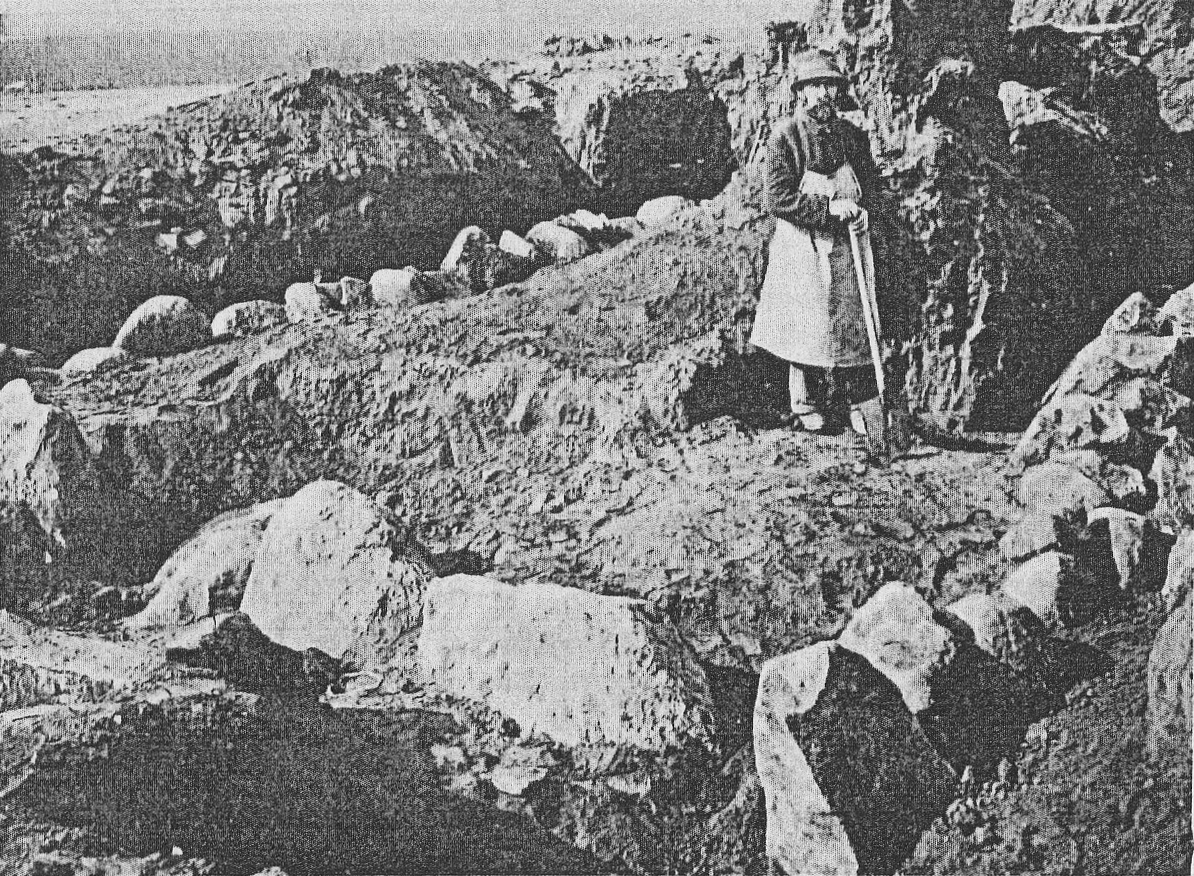
Grabung am Pohlsberg (1904)

Da der Hügel akut durch Kiesabbau bedroht war, entschloss sich der Bernburger Altertumsverein 1904 zu einer Grabung, die im September desselben Jahres unter Leitung von Paul Höfer durchgeführt wurde. Hierbei wurden auf Höhe der Hügelsohle zur Mitte hin zunächst zehn Schnitte mit einer Breite von jeweils etwa 2 m angelegt: Zwei von Osten, jeweils drei von Norden und Süden und jeweils einer von Südosten und Nordosten. Die Schnitte erhielten später Nummern, von denen sich zum Teil die Nummerierungen der in ihnen angetroffenen Gräber ableitete. Nachträglich wurden noch ein weiterer Schnitt auf der Nordseite und drei auf der Westseite angelegt, die aber fundleer blieben.

## Beschreibung

### Der Hügel

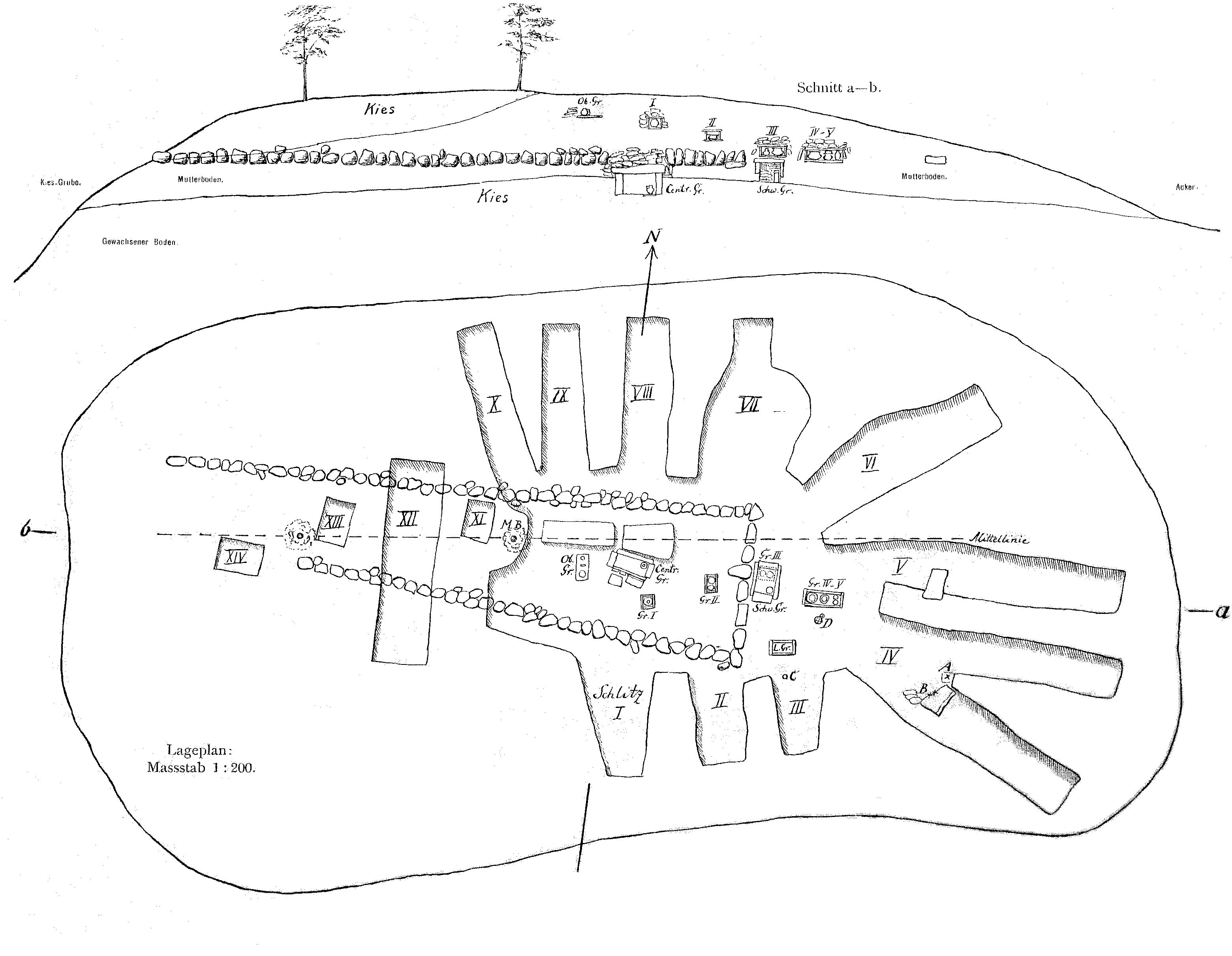
Querschnitt und Grundriss des Hügels

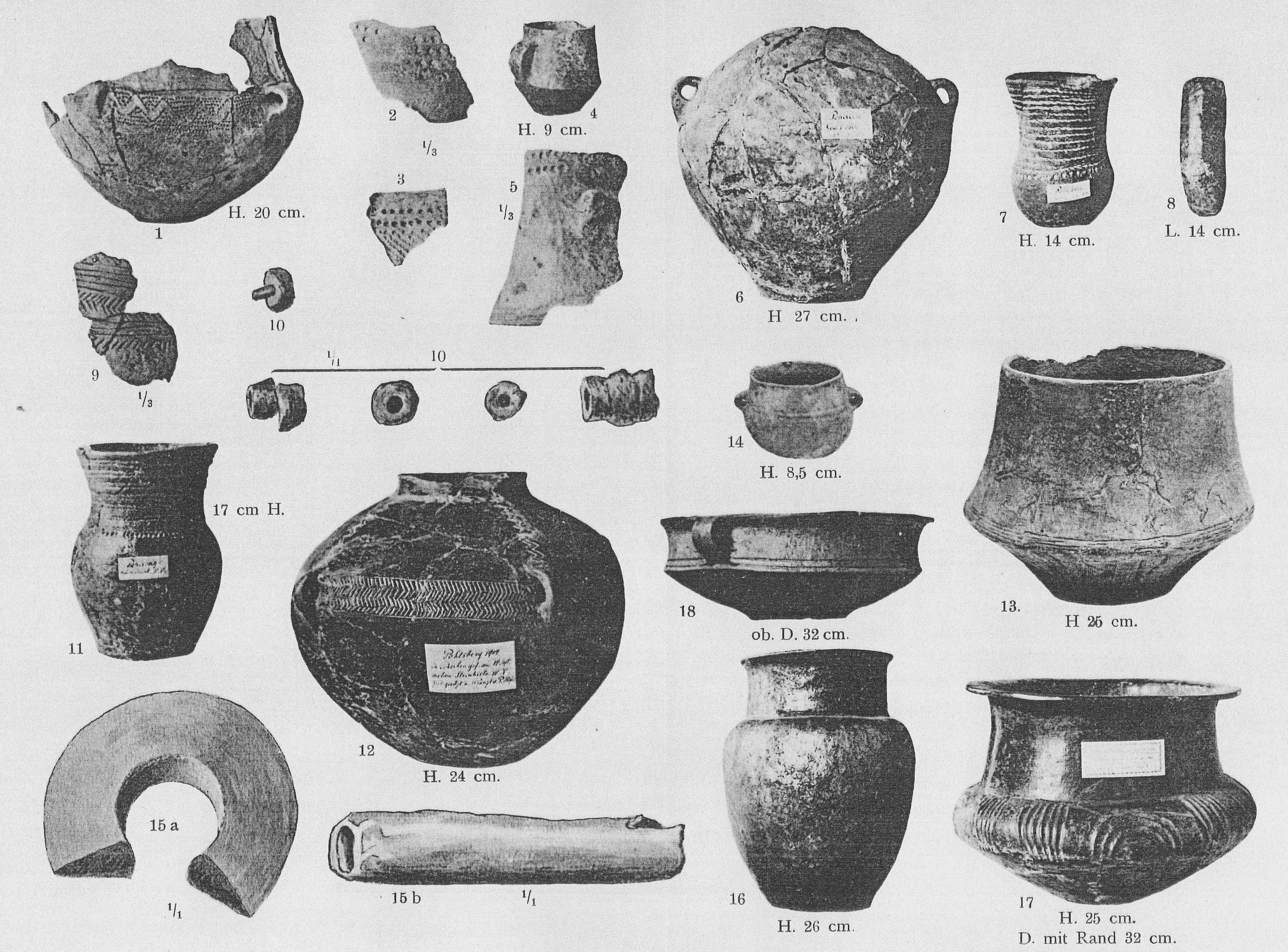
Funde aus dem Pohlsberg

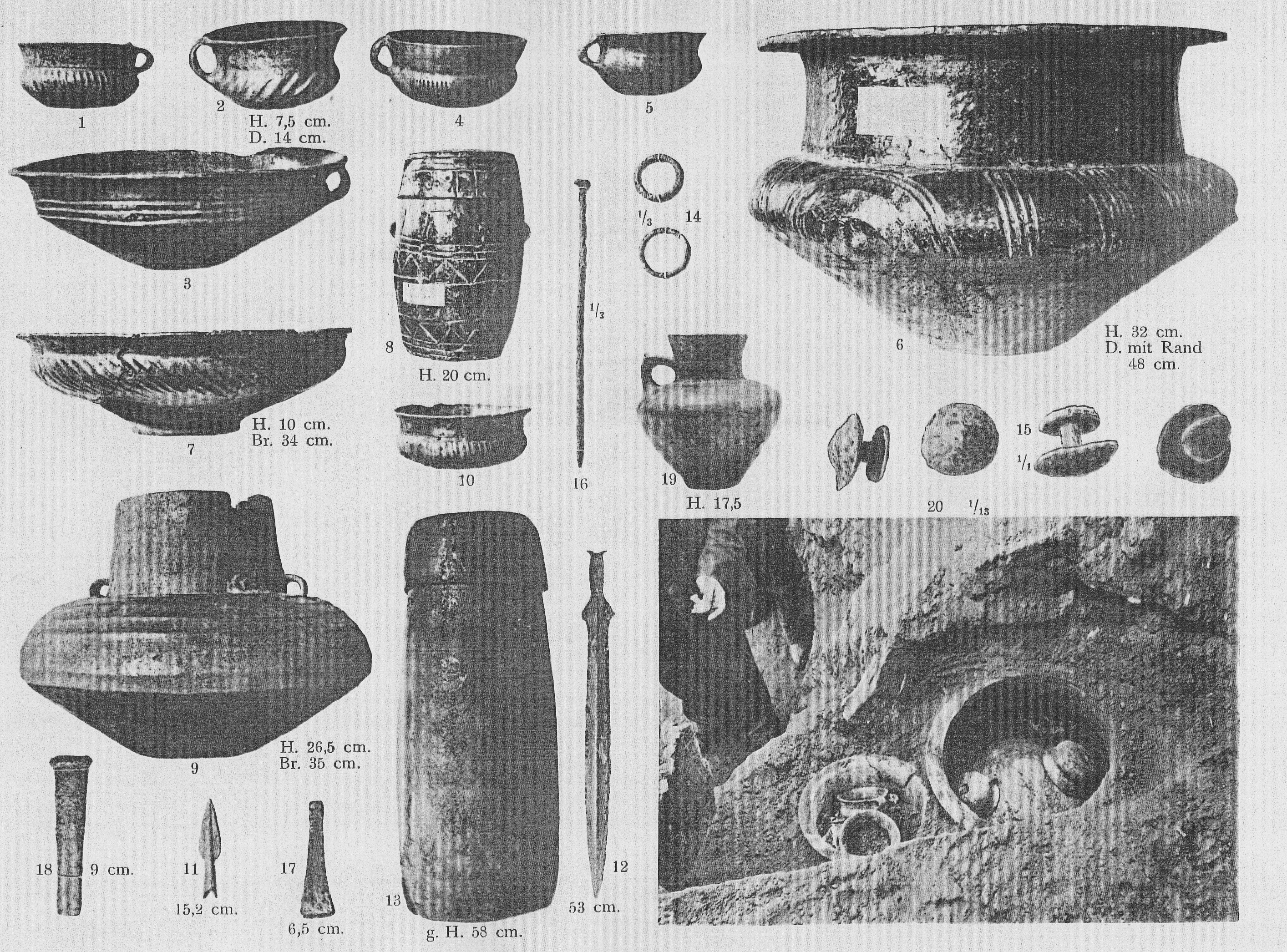
Funde aus dem Pohlsberg

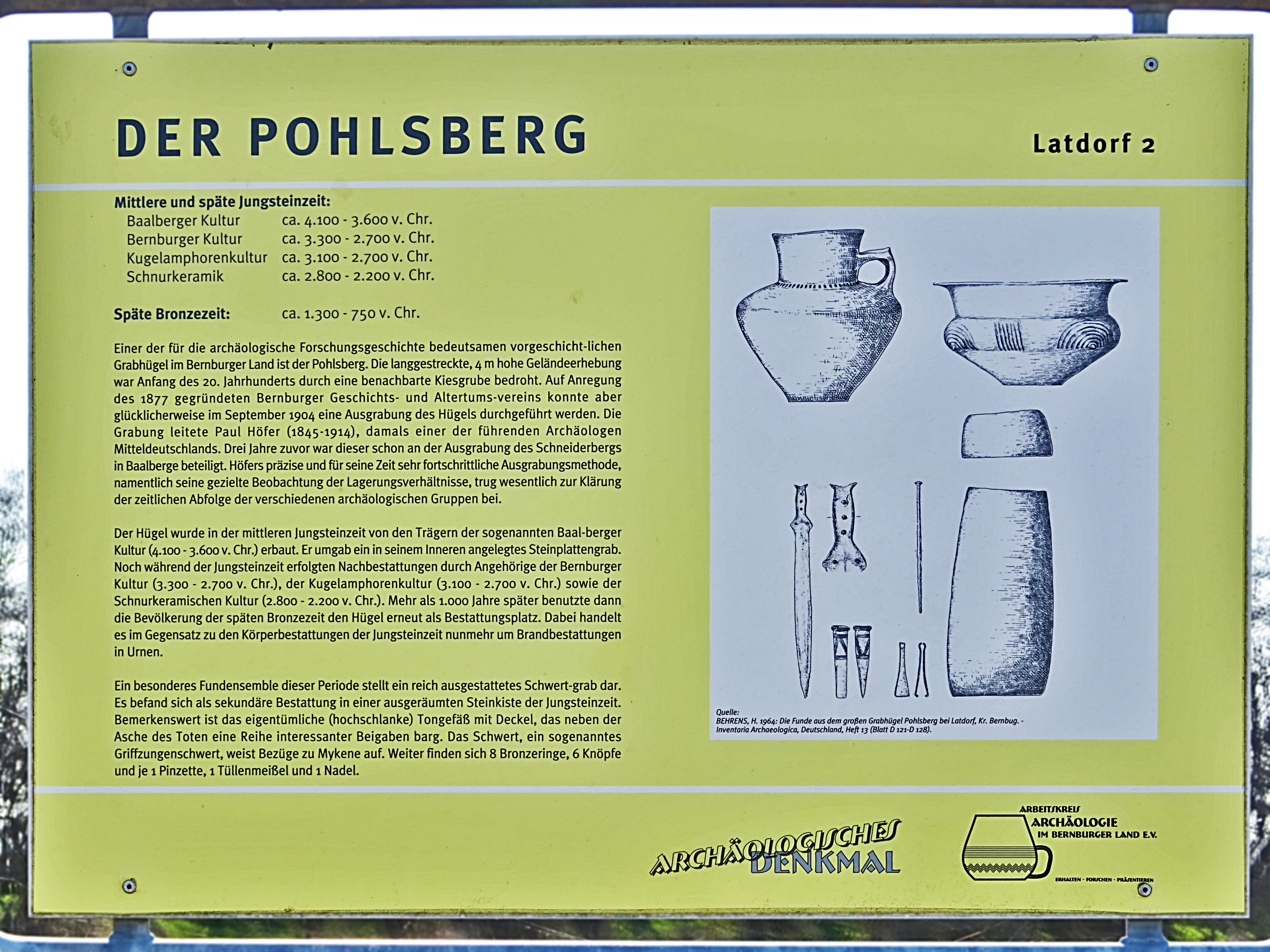
Informationstafel vom Arbeitskreis Archäologie im Bernburger Land e. V.

Der längliche Hügel ist etwa ost-westlich orientiert. Er hat eine Länge von 40 m, eine Breite von 18 m und eine durchschnittliche Höhe von 4 m. Der Hügel ruht auf einer Kiesschicht, ist aber selbst aus humoser Erde aufgeschüttet. Zudem wurde im Westen eine etwa 15 m lange nachträgliche Verlängerung des Hügels durch eine Sandaufschüttung festgestellt. Durch Aktivitäten in einer benachbarten Kiesgrube ist sein westliches Ende beschädigt. Außerdem ist die Hügelschüttung stark von Kaninchenbauten durchsetzt, wodurch Bestattungsreste und Grabbeigaben teilweise verlagert wurden. Nach Beendigung der Grabung wurden alle Schnitte wieder zugeschüttet und das äußere Erscheinungsbild des Hügels in seinen ursprünglichen Zustand versetzt. Hierbei wurde ein Steinbeil aus dunkelgrauem Syenit mit einer Länge von 7,7 cm und einer Breite von 5,3 cm an der Schneide bzw. 3,2 cm am Nacken gefunden. Höfer vermutete, dass es aus dem oberen Grab der Schnurkeramikkultur (siehe unten) stammte, da dort eine Axt aus dem gleichen Material entdeckt wurde.

### Das zentrale Plattengrab der Baalberger Kultur
Das in der Mitte des Hügels befindliche ursprüngliche Grab der Baalberger Kultur wurde über einer leichten natürlichen Bodenerhebung erbaut. Die Kiesschicht ist an dieser Stelle etwa 0,8 m höher als an den Rändern des Hügels. Das Grab selbst wurde etwa 0,6 m über der Kiesschicht errichtet. Es ist ungefähr ost-westlich orientiert und besitzt eine trapezförmige steinerne Umfassung aus Granit-Findlingen. Ihre Breite beträgt an der östlichen Schmalseite 6,45 m. Die nördliche Langseite konnte auf einer Länge von 25 m verfolgt werden, die südliche nur auf 19,5 m. Ihr Abstand hatte sich an dieser Stelle auf 4,25 m verringert. Eine westliche Schmalseite konnte nicht festgestellt werden. Die östliche Schmalseite der Umfassung besteht aus acht Steinen. Ein umgekippter Umfassungsstein hatte eine Länge von 1,4 m. Die Lücken zwischen den Findlingen waren mit kleineren Steinen aufgefüllt.
Etwa auf der Mittellinie zwischen den beiden Langseiten der Umfassung befindet sich die Grabkammer. Sie ist von der nördlichen Langseite 2,4 m, von der südlichen Langseite 2,3 m und von der östlichen Schmalseite 3,9 m entfernt. Die Kammer ist mit einer 2 m langen und 1 m breiten Platte aus Sandstein abgedeckt, die im Westen 0,24 m und im Osten 0,4 m dick ist. Auch die Wandplatten bestehen aus Sandstein. Die südliche hat eine Länge von 1,62 m, eine Höhe von 0,95 m und eine Dicke von 0,12 m. Die nördliche hat eine Länge von 1,76 m, eine Höhe von 0,95 m und eine Dicke von 0,16 m. Die beiden Platten an der Schmalseiten sind 0,2 bzw. 0,28 cm dick. Die Fugen zwischen den Platten waren mit Lehm verstrichen. Die südliche Wandplatte wies eine äußere Stützkonstruktion auf, bestehend aus drei nebeneinander stehenden Platten, an die wiederum eine schräg liegende Platte und durch einen 0,5 m langen, 0,5 m breiten und 0,36 m hohen Stein angelehnt waren. Die Grabkammer hat innen eine ost-westliche Länge von 1,42 m, eine nord-südliche Breite von 0,7 m und eine Höhe von 0,95 m.
Durch das Herausbrechen der westlichen Hälfte der südlichen Wandplatte gelangten die Ausgräber ins Innere der Kammer. Vom Begräbnis waren nur noch einige sehr poröse Knochenreste erhalten, meist Röhrenknochen und Gelenkenden. Einzige Grabbeigabe war eine in der Nordostecke gefundene Kanne. Sie hat eine Höhe von 17,5 cm, einen maximalen Durchmesser von 16,3 cm und einen Mündungsdurchmesser von 8,5 cm. Der Bauch-Schulter-Umbruch ist gerundet und die Mündung wölbt sich leicht nach außen. Um den Hals-Schulter-Umbruch verläuft ein Band aus kleinen Kerben, was eine Besonderheit darstellt, da Baalberger Keramik meist unverziert ist.

### Fundstellen A und B
Im östlichen Hügelbereich, etwa 19 m östlich und 6 m südlich der Mitte, direkt auf der Sohle der Hügelschüttung bzw. 1,25 m unter der Oberfläche stießen die Ausgräber auf eine Sandsteinplatte (Fundstelle A), die mit einer Schicht aus Asche sowie menschlichen und tierischen Knochen bedeckt war, sonst aber keine weiteren Funde aufwies. Etwa 3 m nördlich davon lag eine weitere, 0,7 m große Sandsteinplatte, die völlig ohne Beifunde war.
In der Nähe wurde eine weitere, schräg stehende, nord-südlich orientierte Sandsteinplatte entdeckt (Fundstelle B). Sie hatte
eine Länge von 1,55 m, eine Höhe von knapp 1,0 m und eine Dicke von 0,5 m. Sie war in einem Winkel von etwa 45° nach Osten geneigt. Am südlichen Ende schlossen sich nach Westen hin Steinpackungen an. Die Unterseite der Platte blieb fundleer. Am unteren Ende ihrer Oberseite wurden hingegen zahlreiche Keramikscherben gefunden, aus denen sich drei Gefäße rekonstruieren ließen, von denen eines sicher der Walternienburger Kultur zuzuordnen ist. Es handelt sich um eine graue Amphore mit konischem Hals, vier Ösen und einem Dekor aus einem mit Punkten besetzten Zickzackband am Bauch. Bei einem zweiten Gefäß scheint es sich um eine schwarze Kugelamphore zu handeln. Das dritte Gefäß war ein rotbrauner Topf mit abgesetztem zylindrischem Hals. Auch den Steinen wurden noch zwei einzelne Scherben gefunden, von denen eine zur Walternienburger Amphore gehörte, die zweite war mit zwei Reihen horizontaler, viereckiger Grübchen und einer darunter verlaufenden imitierten Schnurlinie verziert.

### Fundstelle C
Etwa 11,5 m östlich und 6 m südlich der Mitte, 0,75 m unter der Oberfläche wurde eine weitere Fundstelle der Walternienburger Kultur entdeckt. Der einzige Fund war eine unverzierte, doppelkonische Tasse mit einer Höhe von 9 cm, einem Bodendurchmesser von 4 cm, einem maximalen Durchmesser von 9 cm und einem Mündungsdurchmesser von 7 cm.
Ganz in der Nähe wurden zwei Bruchstücke eines menschlichen Schädels gefunden, bei denen aber kein Zusammenhang zu der Tasse ersichtlich war. Vermutlich waren sie durch Tiere verlagert worden, vielleicht stammten sie aber auch gemeinsam mit der Tasse aus einem zerstörten Grab.

### Das obere Grab der Schnurkeramikkultur
Etwa 3 m östlich und 1,5 m südlich der Mitte wurde in 1 m Tiefe eine Körperbestattung gefunden, die auf einer 4 cm dicken, in zwei Teile zerbrochenen Sandsteinplatte gebettet war. Das Skelett war nur schlecht erhalten, der Unterkiefer war unvollständig und der Schädel fehlte. Wahrscheinlich stammten die nahe Fundstelle C gefundenen Schädelbruchstücke ursprünglich von hier.
An Grabbeigaben wurden zwei Gefäße, weitere einzelne Scherben, eine Steinaxt und mehrere Perlen gefunden. Das erste Gefäß stand auf einem Stein. Es handelte sich um eine unverzierte, rotbraune, kugelige Amphore mit zwei Ösen am Bauch. Sie hat eine erhaltene Höhe von 27 cm, einen Bodendurchmesser von 9,5 cm und einen maximalen Durchmesser von 27,4 cm; der Hals fehlte. 70 cm nördlich davon wurde ein schwarzbrauner Becher mit Schnurverzierung gefunden. Er hatte eine Höhe von 14 cm und einen Mündungsdurchmesser von 10 cm. Zu den einzelnen Scherben gehörten eine die einen Zapfen und ein Dekor aus zwei Punktreihen aufwies sowie einige weitere, die zu einem rötlichen, mit Fischgrätenmuster verzierten Becher gehörten. Die Steinaxt bestand aus dunkelgrauem, marmoriertem Syenit und war facettiert, wobei die Übergänge zwischen den einzelnen Facetten eher weich waren. Die Länge der Axt betrug 14 cm. Die Perlen waren ringförmig, etwa 4 mm breit und hatten einen Durchmesser zwischen 7 und 8 mm. Höfer hielt das Material zunächst für Bronze, eine in Halle (Saale) durchgeführte chemische Analyse zeigte aber, dass es sich um reines Kupfer handelte.

### Die schnurkeramische Fundstelle D
Unmittelbar südlich der bronzezeitlichen Steinkiste IV-V (siehe unten) wurde eine größere Ansammlung Scherben gefunden. Einige wiesen ein Zickzackmuster auf. Sie gehörten zu einer bauchigen Amphore mit einer Höhe von 24 cm und einem maximalen Durchmesser von 26 cm. Sie besaß vier Ösen, zwischen denen ein Band aus Zickzacklinien verlief. Ein schmalerers Zickzackband verlief am Hals-Schulter-Umbruch. Weitere Bänder verliefen zwischen diesem und den Ösen. Andere Scherben wiesen Schnurverzierungen auf. Aus diesen Gefäßen konnte Höfer einen Becher mit relativ kurzem Hals zusammensetzen. Er hatte eine Gesamthöhe von 17 cm, wobei 10 cm auf den Bauch und 7 cm auf den Hals entfielen. Der Bodendurchmesser betrug 7 cm, der Mündungsdurchmesser, der zugleich der maximale Durchmesser war, 11,5 cm.
Höfer vermutete, dass die beiden Gefäße aus einer älteren Bestattung stammten, die bei der Errichtung der bronzezeitlichen Steinkiste IV-V beseitigt wurde.

### Das zerstörte steinzeitliche Steinkistengrab in Schnitt III
Etwa zeitgleich mit der bronzezeitlichen Steinkiste I (siehe unten) wurde auch in Schnitt III, etwa 11,5 m östlich und 4,4 m südlich der Mitte, 1,6 m unter der Oberfläche eine Steinkiste entdeckt, die eine Körperbestattung enthielt. Da der Fund aber kurz vor Feierabend erfolgte, wurde sie zunächst wieder zugeschüttet. Am nächsten Tag wurde die Fundstelle jedoch geplündert vorgefunden. Die Deckplatte war herausgerissen und die Knochen lagen verstreut umher. Der ursprüngliche Zustand des Grabes ließ sich allerdings noch rekonstruieren.
Das Grab hatte eine innere Länge von 0,90 m, eine Breite von 0,55 m und eine Höhe von 0,37 m. Es war auf allen Seiten von Sandsteinplatten umgeben. Die Wandplatten hatten Dicken von 5, 7 und 13 cm, die Deckplatte war 6 cm dick. Die Knochen gehörten zu einem etwa 4 Jahre alten und 99 cm großen Kind, welches offenbar in Hockerstellung beigesetzt worden war. Das Skelett war nicht vollständig erhalten. Gut erhalten war ein Femur mit 22,5 cm Länge. Vom Unterkiefer war nur noch ein Teil vorhanden, in dem noch ein Backenzahn steckte. Der Schädel fehlte.
Beigaben konnten nicht mehr festgestellt werden. Hierdurch wurde auch die kulturelle Zuordnung erschwert. Höfer konnte das Grab mit Sicherheit nur als allgemein steinzeitlich einordnen und vermutete darüber hinaus mit einiger Vorsicht eine Zugehörigkeit zur Schnurkeramikkultur.

### Das bronzezeitliche Steinkistengrab I
Etwa 6 m östlich und 2,6 m südlich der Mitte, 1,2 m unter der Oberfläche lag eine kleine Steinkiste, bestehend aus einer Bodenplatte, vier Wandplatten und einer Deckplatte, alle aus Sandstein. Die Kiste enthielt eine doppelkonische Urne aus sehr weicher, brüchiger Keramik. Sie hatte eine Höhe von 25 cm, einen maximalen Durchmesser von 31,5 cm und einen Mündungsdurchmesser von 25 cm. Über dem Umbruch verlief ein Band aus drei horizontalen Rillen. Ein Deckel war bereits bei Auffindung des Gefäßes zerbrochen. Die Urne war bis zu einer Höhe von 12 cm mit Leichenbrand gefüllt. Weiterhin enthielt sie einen zu zwei Dritteln erhaltenen Ring aus Keramik, eine Knochenröhre sowie eine weitere, kleinere Urne. Diese war kesselförmig und ebenfalls mit Leichenbrand gefüllt. Sie hatte eine Höhe von 8,5 cm und einen Mündungsdurchmesser von 9 cm. Sie besaß zwei Ösen, auf deren Höhe zwei horizontale Rillen um das Gefäß verlaufen. Von diesen gingen fünf Bänder aus je drei Rillen senkrecht nach unten ab.
0,5 m westlich wurden das Bruchstück einer Bronzenadel sowie zwei Ösen eines Keramikgefäßes gefunden. Möglicherweise besteht ein Zusammenhang zur Urnenbestattung in der Steinkiste. Eine weitere Scherbe wurde südlich der Kiste gefunden.

### Das bronzezeitliche Steinkistengrab II
9 m östlich und 1,6 m südlich der Mitte, 1,8 m unter der Oberfläche wurde eine weitere bronzezeitliche Steinkiste entdeckt. Sie bestand aus 4 cm dicken Sandsteinplatten, die von außen durch 14–15 cm dicke Eichenbohlen verstärkt waren, von denen noch Überreste angetroffen wurden. Die Kiste war nord-südlich orientiert. Sie hatte eine Länge von 60 cm und eine Breite von 40 cm. Leichenbrand oder Knochen wurden nicht gefunden. Im Süden lag ein schwarzer, unverzierter Topf mit abgesetztem Rand. Er hatte eine Höhe von 35 cm und einen maximalen Durchmesser von 22,5 cm. Im Norden stand eine breite Schüssel mit S-förmigem Profil und einem Dekor aus schrägen Kanneluren. Sie hatte eine Höhe von 10 cm und einen Durchmesser von 35 cm. Die Schüssel enthielt zwei weitere Gefäße. Bei dem ersten handelt es sich um eine Schale mit einem Durchmesser von 11,8 cm und einem Dekor aus senkrechten Kanelluren. Das zweite Gefäß ist eine leicht tonnenförmige Dose mit Deckel. Die Dose ist 16 cm hoch, besitzt einen maximalen Durchmesser von 13 cm und einen Mündungsdurchmesser von 10,7 cm. Sie weist zwei Ösen auf. Das Dekor besteht aus drei horizontalen Linien und einem Zickzackmuster am Boden, einem Zickzackmuster mit einer horizontalen Linie darunter und drei darüber in der Mitte sowie drei horizontalen Linien am oberen Ende. Der Deckel hat eine Höhe von 4,2 cm und ist leicht gewölbt.

### Das bronzezeitliche Steinkistengrab III
Steinkiste III lag 11 m östlich und 2 m südlich der Mitte in 1,1 m Tiefe. Sie war ost-westlich orientiert und hatte eine innere Länge von 1,0 m, eine Breite von 0,6 m und eine Höhe von 0,6 m. Auch hier wurden Eichenbohlen festgestellt, allerdings im Inneren. Ebenso wie in Steinkiste II wurden auch hier weder Leichenbrand noch Skelettreste entdeckt, was in einem seltsamen Widerspruch zur relativ reichen Ausstattung des Grabes steht.
Diese bestand aus vier Keramikgefäßen sowie drei bronzenen Lanzenspitzen. Bei dem größten der Gefäße handelt es sich um eine bauchige Terrine mit scharfem Umbruch und ausladendem Rand, die in der östlichen Hälfte der Kiste stand. Sie hatte eine Höhe von 27 cm und einen maximalen Durchmesser von 52 cm. Als Dekor weist sie am Bauch vier Buckel mit konzentrischen Halbkreisen und zwischen den Buckeln jeweils acht senkrechte Hohlkehlen auf. Im Inneren der Terrine fand sich ein unverzierter, flacher Teller. Westlich neben der Terrine stand eine bauchige Amphore mit konischem Hals und zwei Ösen am Hals-Schulter-Umbruch. Sie hatte eine Höhe von 26,5 cm, einen maximalen Durchmesser von 35 cm und einen Mündungsdurchmesser von 16 cm. Die Verzierung besteht aus acht horizontalen Hohlkehlen, welche die gesamte Schulter des Gefäßes einnehmen. Auch die Amphore enthielt noch ein weiteres Gefäß. Bei diesem handelte es sich um eine flache, zweigliedrige Tasse mit einer umlaufenden Verzierung aus senkrechten Kanneluren am Bauch. Die Lanzenspitzen wurden nicht im Inneren der Kiste gefunden, da sie ursprünglich sicherlich hölzerne Schäfte besessen hatten, die für diese zu lang waren. Sie wurden an der östlichen Außenseite der Kiste gefunden und waren mit Steinen bedeckt. Ihre Spitzen zeigten nach Süden. Alle drei Spitzen waren von ähnlicher Machart aber von unterschiedlicher Größe. Sie besaßen sich verjüngende Tüllen, die fast bis zur Spitze reichten, sowie zwei Nietlöcher am unteren Ende. Die größte Lanzenspitze hatte eine Länge von 15,2 cm, die mittlere eine Länge von 10,5 cm und die kleinste eine Länge von 8,2 cm.

### Das bronzezeitliche Schwertgrab
Nur 20 cm unter Steinkiste III wurde eine weitere Kammer entdeckt. Der Zwischenraum zwischen den beiden Gräbern war mit Erde und kleinen, flachen Steinen ausgefüllt. Die untere Kammer besaß zwei Deckplatten, von denen die südliche 1,4 m lang, 0,7 m breit und 21 cm dick war. Die nördliche war nur 8 cm dick und zerbrach beim Abheben. Die Kammer war nord-südlich orientiert und hatte eine innere Länge von 1,02 m und eine Breite von 0,92 m im Norden bzw. 0,91 m im Süden. Die Platten der Langseiten hatten Längen von 1,34 m bzw. 1,45 m und Dicken von 19,5 cm bzw. 15 cm. Die Querplatten waren 32 cm bzw. 34 cm dick. Die Platten weisen sehr unterschiedliche Höhen auf: Die südliche ist zwischen 42 und 50 cm hoch, die nördliche zwischen 36 und 42 cm, die westliche 46 cm, die östliche aber 81 cm. Die Fugen zwischen den Platten waren mit Lehm abgedichtet.
Das Innere der Kammer war mit flachen Steinen ausgefüllt, die teils waagerecht, teils senkrecht geschichtet waren. In der Südostecke stand ein bräunliches Gefäß, das sich beim vollständigen Wegräumen der umgebenden Steine als recht ungewöhnlich erwies. Es war zylindrisch und wies einen Deckel auf, der aber schon bei seiner Auffindung zerbrochen war. Das Gefäß war 51 cm hoch aber nur 17 cm breit. Der Deckel war 10 cm hoch. Das Gefäß war vermutlich speziell für die Aufnahme eines in ihm gefundenen bronzenen Schwertes angefertigt worden. Das Schwert hatte eine Länge von 53 cm. Es handelte sich um ein Griffzungenschwert mit nach unten lanzettförmig verbreiterter Klinge. Zunge und Griff waren durch drei Nieten miteinander verbunden. Neben dem Schwert enthielt das Gefäß noch kleine Knochen sowie mehrere weitere Gegenstände aus Bronze. Bei diesen handelte es sich um acht Ringe, sechs Doppelknöpfe, einen kleinen Knopf, eine zerbrochene Pinzette, einen Tüllenmeißel und eine Nadel. Die Ringe waren gegossen und hatten einen Durchmesser von meist 2,7 cm, nur einer war mit 3,4 cm etwas größer. Die Doppelknöpfe bestanden aus zwei Platten von 1,6 cm bzw. 1,2 cm Durchmesser, ihre Länge betrug 1,3 cm. Der kleine Knopf hatte einen Durchmesser von 0,8 cm. Die Pinzette hatte eine Länge von 6,5 cm und eine Breite von 0,5 cm am oberen und 1,7 cm am unteren Ende. Der Tüllenmeißel war 9,0 cm lang; seine Mündung war 2 cm und die Schneide 1,2 cm breit. Die Nadel hatte eine Länge von 16 cm. Auf einem der gefundenen Knochenstücke wurde eine Verzierung aus kleinen Kreisen festgestellt. Möglicherweise war es Teil des Schwertgriffs gewesen.
Höfer vermutete, dass die Steinkiste bereits im Neolithikum errichtet worden war und in der Bronzezeit lediglich sekundär genutzt wurde. Er begründete dies zum einen damit, dass drei der vier Wandplatten deutlich niedriger waren als das aufrecht stehende Gefäß. Dieses hatte mit Deckel eine Höhe von 58 cm, die umgebende Steinpackung reichte sogar bis in eine Tiefe von 65 cm. Die ursprüngliche Innenhöhe der Kammer nahm Höfer hingegen wegen der Wandplatten nur mit etwa 40 cm an. Zum anderen war die Kammer mit einer Grundfläche von etwa 1 m² für den doch recht schmalen Behälter ungewöhnlich groß und für den verbleibenden Raum war keine andere Verwendungsmöglichkeit gefunden worden als ihn komplett mit Steinen auszufüllen.

### Das bronzezeitliche Steinkistengrab IV–V

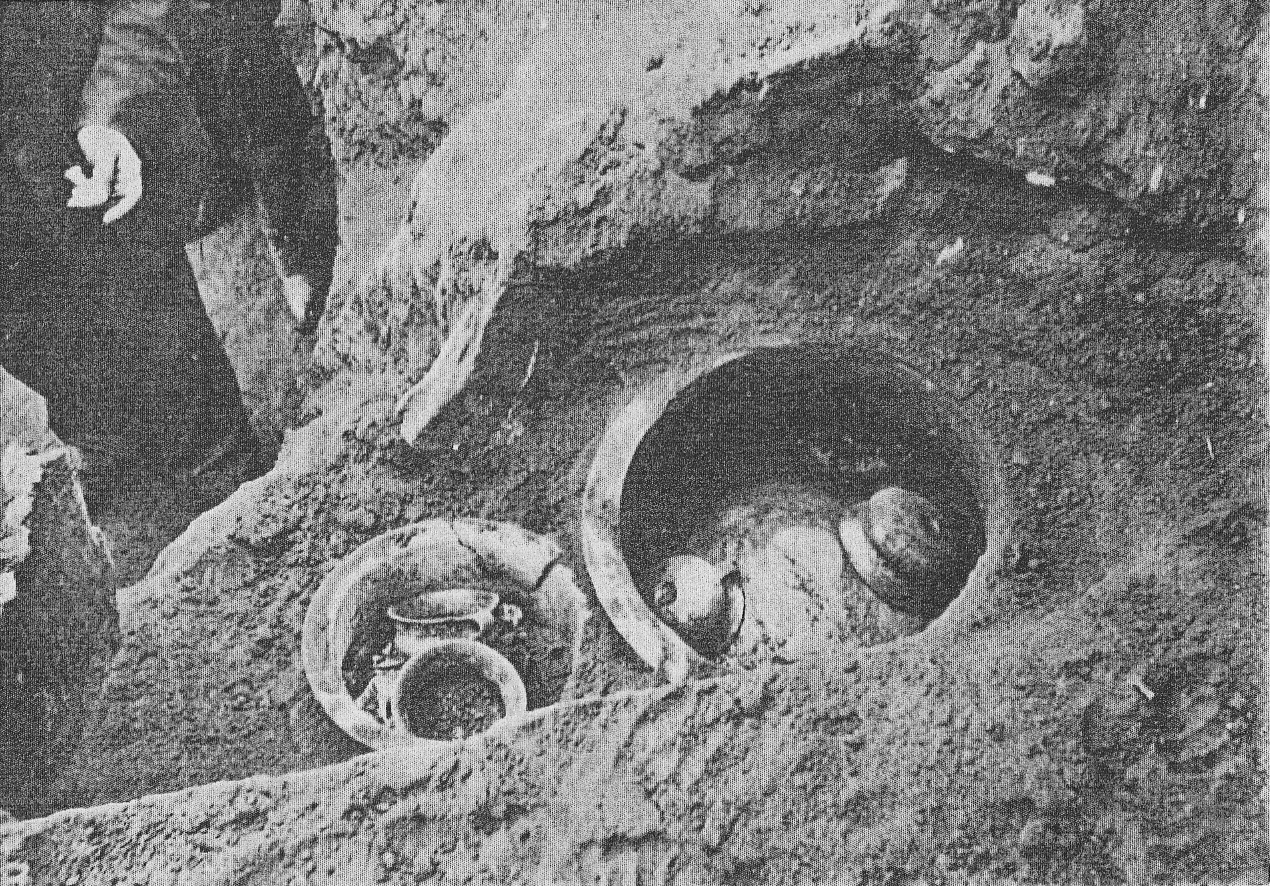
Die beiden Urnen im Steinkistengrab IV–V bei ihrer Auffindung

13,5 m östlich und 2,6 m südlich der Mitte wurde in 1,4 m Tiefe ein großes, ost-westlich orientiertes und reich ausgestattetes Steinkistengrab gefunden. Es bestand aus 5 cm dicken Sandsteinplatten, um die eine Schicht von Steinen gehäuft war. Die Kiste hatte eine innere Länge von 1,45 m, eine Breite von 0,5 m und eine Höhe von 0,45 m.
Die Kiste enthielt zwei Urnen, von denen die größere am Westende stand. Sie hatte eine Höhe von 32 cm, einen maximalen Durchmesser von 52 cm und einen Mündungsdurchmesser von 40 cm. Die kleinere Urne stand in der Mitte der Kiste. Sie hatte eine Höhe von 25 cm, ein maximalen Durchmesser von 35 cm und einen Mündungsdurchmesser von 32 cm. Beide Urnen waren mit Leichenbrand gefüllt und enthielten als Beigaben noch zwei Tassen und zwei Schüsseln. Bei der kleineren Urne diente die Schüssel als Deckel, bei der größeren lag sie umgestülpt im Inneren, da sie kleiner war als die Mündung der Urne. Die kleinere Urne enthielt als weitere Beigabe noch einen Bronzedrahtring. Östlich der Urnen standen noch zwei weitere Gefäße. Es handelte sich um zwei schwarze, unverzierte, zylindrische Töpfe mit abgesetztem Hals. Der westliche der beiden Töpfe war 26 cm hoch und hatte einen Mündungsdurchmesser von 16 cm; der östliche war 21 cm hoch und hatte ebenfalls einen Mündungsdurchmesser von 16 cm. Beide Gefäße enthielten keine weiteren Funde.